# دی‌آزیریدین
دی‌آزیریدین (به انگلیسی: Diaziridine) یک ترکیب شیمیایی با شناسه پاب‌کم ۵۰۵۹۶۸۶ است.